# Leiming (köpinghuvudort i Kina, Hainan Sheng, lat 19,56, long 110,32)
Leiming är en köpinghuvudort i Kina. Den ligger i provinsen Hainan, i den södra delen av landet, omkring 54 kilometer söder om provinshuvudstaden Haikou. Antalet invånare är 25 200. Befolkningen består av 11 902 kvinnor och 13 298 män. Barn under 15 år utgör 19,0 %, vuxna 15-64 år 69 %, och äldre över 65 år 11,0 %.
Runt Leiming är det ganska tätbefolkat, med 230 invånare per kvadratkilometer. Leiming är det största samhället i trakten. Omgivningarna runt Leiming är en mosaik av jordbruksmark och naturlig växtlighet.
Genomsnittlig årsnederbörd är 2 382 millimeter. Den regnigaste månaden är juli, med i genomsnitt 350 mm nederbörd, och den torraste är januari, med 21 mm nederbörd.